# Етноцентризъм
Етноцентризмът в социалните науки и антропологията е нагласа и тенденция да се прилагат рамките на собствената култура и етническа принадлежност за оценка на друга култура. Всяка адекватно функционираща култура разглежда собствените си културни практики в позитивни термини, често определяйки тези практики като единствено правилни. Този културен етноцентризъм се асоциира с национализма, разглеждащ собствената нация като превъзхождаща останалите и често прокламиращ „превъзхождаща раса“, „божествена нация“ или „богоизбран народ“.
Етноцентризмът е характерен със склонността си да отнася различни социални явления към обичайните и смятани за свойствени за етническата група характеристики. Това са неосъзнати практики, при които типът общество на мнозинството служи за норма, с която се преценяват другите и различните от тази мнозинствена група, независимо дали това са етнически групи или отделни индивиди.
Индивидите, чието поведение се разминава с тези представи биват дискредитирани като образи в рамките на етноцентриския модел, и по-нататък третирани различно, неравноправно или дискриминиращо. Различните от етническото, културно, сексуално и т.н. мнозинство индивиди изглеждат като „преминаващи известни граници“, изглеждат подозрителни (отнасят се с тях като с маргинални типове, психично болни или поставили се извън закона) или, ако идват от други места, предизвикват учудване, дори биват смятани за нечовеци или „извънземни“ (както първите бели, пристигнали в черна Африка). Така например, някои индиански племена проявяват своя етноцентризъм, като се наричат десае („истински хора“).